# O Ateliê do Artista
O Ateliê do Artista (L'Atelier du peintre) é uma pintura à  óleo sobre tela de 1855, de Gustave Courbet. Está localizado no Museu de Orsay, em Paris, França. É considerada uma das obras principais do movimento realista.
Courbet pintou o estúdio do pintor em Ornans, França, em 1855. "O mundo chega a ser pintado no meu estúdio", disse Courbet, do trabalho realista. As figuras da pintura são representações alegóricas de várias influências na vida artística de Courbet. À esquerda, figuras humanas de todos os níveis da sociedade. No centro, Courbet trabalha em uma paisagem, enquanto se afasta de uma modelo nua que é um símbolo da arte acadêmica. À direita, estão amigos e associados de Courbet, principalmente figuras da sociedade parisiense de elite, incluindo Charles Baudelaire, Champfleury, Pierre-Joseph Proudhon e o mais proeminente patrono de Courbet, Alfred Bruyas.
O júri da Feira Mundial de Paris de 1855 aceitou onze obras de Courbet para a Exposition Universelle, mas O Ateliê do Artista não estava entre elas. Num ato de autopromoção e desafio, Courbet, com a ajuda de Alfred Bruyas, abriu sua própria exposição (O Pavilhão do Realismo) perto da exposição oficial; este foi o precursor dos vários Salon des Refusés. Muito poucos elogios foram feitos, e Eugène Delacroix foi um dos poucos pintores que apoiaram o trabalho. Da pintura, Courbet afirmou que O Ateliê do Artista "representa a sociedade no seu melhor, no seu pior e na sua média".

## Descrição
A pintura foi produzida durante o envolvimento de Courbet com o realismo na arte em meados do século XIX. Devido ao curto período de tempo que Courbet teve que pintá-lo, muitos planos originais para o trabalho tiveram que ser descartados. O exemplo mais notável disso está no fundo da pintura. Na parede dos fundos do estúdio, Courbet planejava pintar réplicas de outras obras dele. Ele ficou sem tempo para pintá-las completamente, então as cobriu com uma cor marrom avermelhada, deixando as pinturas parcialmente acabadas ainda relativamente visíveis.

### Lado esquerdo
O lado esquerdo da pintura mostra pessoas da vida cotidiana na França. O judeu e a irlandesa foram vistos em uma viagem que Courbet fez a Londres em 1848, de acordo com uma carta que Courbet escreveu a Champfleury detalhando como seria a pintura. Há também uma "figura leiga" / "figura crucificada" diretamente à esquerda do cavalete de Courbet. Esta figura parece distorcida e potencialmente mutilada. Os historiadores de arte Benedict Nicolson e Georges Riat interpretam essa figura como um símbolo da "morte" da arte da Academia Real de Arte da França.

### Centro
No centro da pintura Courbet autorretrata-se pintando uma paisagem, uma figura feminina nua, um menino e um gato branco. Na tela, Courbet pinta o vale do rio Loue. Este vale na região de Franco-Condado da França é uma homenagem à terra natal de Courbet, em Ornans, na França. A figura feminina é baseada em uma fotografia de 1854 de J. V. de Villeneuve e foi interpretado como uma representação da arte da Academia ou como a musa do realismo de Courbet.

### Lado direito
O lado direito da pintura mostra um grande número de membros da elite de Paris, incluindo amigos do artista. São figuras que desempenharam um papel no desenvolvimento da carreira de Courbet como artista, ou que o inspiraram de alguma forma. Os retratos incluídos neste lado da pintura incluem Alfred Bruyas (patrono de Courbet), Champfleury, Pierre-Joseph Proudhon, Charles Baudelaire e um rico par de colecionadores de arte, entre outras figuras importantes da sociedade. A maioria desses retratos foi copiada de retratos anteriores ou de fotografias, uma vez que a pintura foi inteiramente feita em ornanos, mas os sujeitos desse lado da pintura residiam em Paris. Por exemplo, o retrato de Charles Baudelaire foi copiado diretamente do retrato do escritor de Courbet, de 1847. Courbet estava em correspondência escrita com Champfleury em relação a esta pintura (da qual deriva grande parte da interpretação do O Ateliê do Artista) e solicitou uma fotografia de Proudhon, o filósofo e anarquista, para que ele pudesse ser incluído na pintura. É a fotografia que Courbet recebeu de Champfleury, na qual se baseia o retrato de Proudhon. 

## Interpretações
- O significado do oxímoro "verdadeira alegoria" no subtítulo da pintura, bem como a intenção de Courbet em conjurar essa frase, é discutido.
- Courbet escolheu pintar o vale do rio Loué em sua tela dentro de uma tela como um ato de provincialismo desafiador. Ele procurou levar um símbolo de sua casa no departamento de Doubs, na região de Franco-Condado da França, diretamente para o coração de Paris e para os olhos dos colecionadores e colecionadores de arte socialite de Paris.[2]
- O crânio que repousa sobre uma cópia do Journal des débats é um símbolo da morte da arte da Academia.[2]
- O agrupamento de itens ao pé do caçador (à esquerda), incluindo um violão, uma adaga, um chapéu emplumado e um sapato com fivela, é um símbolo da morte do movimento de arte romântica. Poderia ser um símbolo da morte do romantismo devido à crescente popularidade do realismo, ou um símbolo da morte do romantismo na obra de Courbet.[2]